# Scoresby Head
Das Scoresby Head ist eine Landspitze am nordwestlichen Ausläufer der Smyley-Insel vor der English-Küste des westantarktischen Ellsworthlands. Sie markiert die westliche Grenze der Trathan-Küste.
Die erste Sichtung aus der Luft geht auf Wissenschaftler der United States Antarctic Service Expedition (1939–1941) im Dezember 1940 zurück. Das UK Antarctic Place-Names Committee benannte sie 2010 neu, nachdem sie lange Zeit als Kap Smyley bekannt war und als Teil der Festlandküste gegolten hatte.